# Violetta Villas
Violetta Villas (født 10. juni 1938 i Liège, Belgien, død 5. december 2011 i Lewin Kłodzki, Polen) er en polsk sangerinde og skuespillerinde i teatre såvel som på lærredet. Hun har også fungeret som komponist.
Hun slog igennem på Las Vegas i begyndelsen af 1960'erne og vandt verdensberømmelse med sange som My heart belongs to daddy, Libiamo ne' lieti calici, Strangers in the night.